# Syket
Syket är en svensk rockgrupp från Umeå, bestående av Mikael Stenberg, Thomas Brännström, Annika Bränberg, Peter Hellqvist, Oscar Hildingsson, Ola Lidström och Filip Sundberg. I mars 2011 släppte gruppen sitt debutalbum With Love (Baseline/Sony), som fick genomgående fina recensioner.
På P3 Guld-galan 2012 tog Syket hem priset Årets pop 2011.
I april 2013 släpptes andra albumet Can You Keep a Secret? (Baseline/Sony).

## Medlemmar
- Mikael Stenberg – sång
- Thomas Brännström – gitarr
- Annika Bränberg – percussion
- Peter Hellqvist – gitarr
- Oscar Hildingsson – basgitarr
- Ola Lidström – trumpet
- Filip Sundberg – trummor

## Diskografi
Studioalbum
- 2011 – With Love
- 2013 – Can You Keep a Secret?

EP
- 2010 – Fish Band

Singlar
- 2011 – "Let It Heal" / "Syket Disco" / "Let It Heal (Prins Thomas diskomiks)" (promo)